# Хайме Филол
Хайме Хосе Филол Дюран (на испански: Jaime José Fillol Durán) е чилийски тенисист.

## Биография
Хайме Филол е роден на 3 юни 1946 г. в Сантяго де Чиле, Чили.
Той е по-голям брат на тенисиста Алваро Филол, баща е на Хайме Филол-младши и е дядо на тенисиста Николас Джари.

## Кариера
Хайме Филол достига в класацията на ATP, до световен номер 14 на сингъл, на 2 март 1974 г., и до номер 82 на двойки, на 2 януари 1984 г. В Оупън ерата (след 1968 г.) Филол печели 6 титли на сингъл и 16 на двойки. 
Той е член-основател и един от първите президенти на ATP. Като президент на ATP Филол създава турнири за ветерани, веригата е кръстена на него. 
Филол е член на „Залата на славата“ на университета в Маями, където завършва през 1969 г.
През 1973 г. за Купа Дейвис той и партньорът му Патрисио Корнехо изиграват най-дългия гейм в историята на турнира за Купа Дейвис по отношение на геймовете, като губят от американците Стан Смит и Ерик ван Дилън, 9–7, 39–37, 6–8, 1–6, 3–6 във финала на Американската зона. Вторият сет е световен рекорд за най-много игри в сет за Купа Дейвис. Той е член на отбора за Купа Дейвис през 1975 г., когато стигат до полуфинал, и през 1976 г., когато стигат до финала, но губят от Италия.